# Emmanuel Delmas

Bischofswappen

Emmanuel Luc Jean-Marie Delmas (* 28. Dezember 1954 in Figeac) ist ein französischer Geistlicher und römisch-katholischer Bischof von Angers.

## Leben
Emmanuel Luc Jean-Marie Delmas empfing am 26. Juni 1988 die Priesterweihe.
Papst Benedikt XVI. ernannte ihn am 17. Juni 2008 zum Bischof von Angers. Der Erzbischof von Rennes-Dol-Saint-Malo, Pierre d’Ornellas, spendete ihm am 28. September desselben Jahres die Bischofsweihe. Mitkonsekratoren waren Jean-Louis Bruguès OP, Sekretär der Kongregation für das Katholische Bildungswesen, und Norbert Turini, Bischof von Cahors. Als Wahlspruch wählte er Firma spes ut rupes.